# 언어 변화
언어 변화(言語變化)는 일정 기간에 걸쳐 특정한 언어 또는 여러 언어 전반의 특성이 변화되는 과정을 말한다. 언어학의 여러 하위 분야(역사언어학, 사회언어학, 진화언어학 등)에서 연구되는 주제이다. 역사언어학의 전통적 이론에서는 언어 변화의 3가지 유형을 식별한다. 음소나 음운의 발음의 체계적 음변화, 다른 언어나 방언의 영향으로 그 특징이 도입되는 차용적 변화, 단어의 형태나 문법적 작용이 다른 단어의 그것에 유사하도록 변하는 유추적 변화이다.
언어 변화는 일반적으로 갑작스럽게 발생하는 것이 아니라 오랜 기간의 변이(variation)가 축적되어 발생하며, 이 과도기 동안 언어에는 새로운 특성과 오래된 특성이 공존한다. 모든 살아있는 언어는 지속적으로 변화를 겪는다. 간혹 인적오류에 의해 발생하거나 표준적 규칙에 어긋난다고 여겨지는 변화는 "언어의 부패"와 같은 부정적인 라벨로 묘사되나 현대 언어학에서는 이러한 개념이 거부된다. 과학적으로 혁신이 좋고 나쁜지 판단할 정확한 기준은 없기 때문이다.
충분히 오랜 시간 동안 변화가 누적된 언어는 본래의 언어와 더 이상 동일한 언어로 인식되지 않을 수 있다. 예를 들어 현대 영어는 문법, 어휘, 발음 등의 측면에서 고대 영어와 크게 다르지만 사실은 고대 영어에 수 세기 동안 언어 변화가 누적되어 탄생한 결과물이다. 두 언어는 별개의 언어로 여길 수도 있으나 고대 영어를 "조상", 현대 영어를 그 "후손"이라고 부른다. 다른 예시는 속라틴어에서 유래한 로망스어군처럼 같은 조상 언어에서 다양한 후손 언어가 파생되는 경우이다. 이때 이 언어들이 어족(語族, language family)을 형성한다고 하고 서로 "유전적으로 연관되어 있다"고 표현한다.